# Carro popular

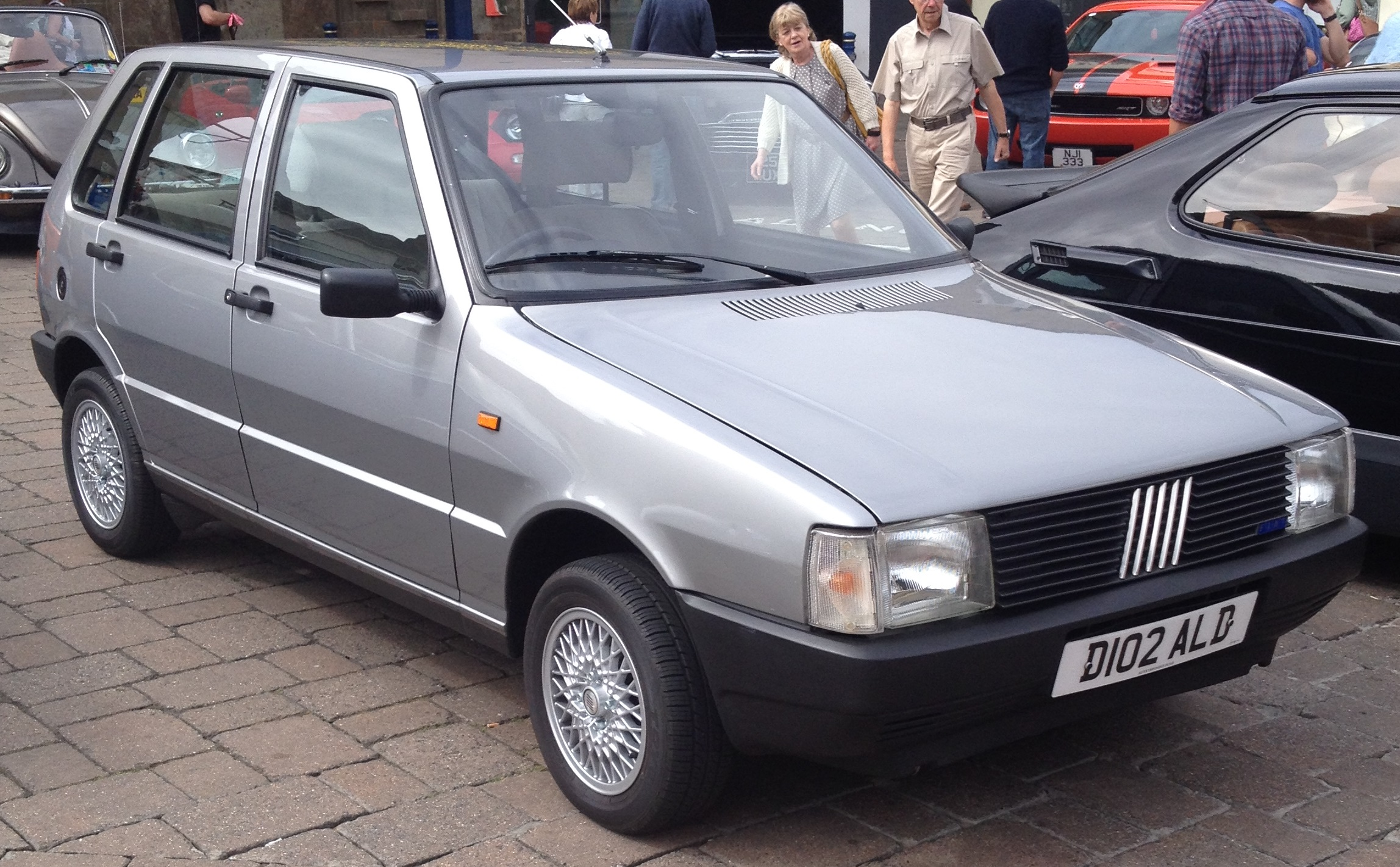
O Fiat Uno é considerado um modelo precursor de carro popular.

Carro popular é uma categoria de automóveis que tem como público-alvo consumidores das classes trabalhadoras, e que é distinguida principalmente no contexto brasileiro. A noção tem origem no conceito de Fordismo, com a ideia de “carro para as grandes multidões”, em que o próprio operário da fábrica de automóveis era um cliente em potencial.
Elogiado, criticado, discutido e polêmico, o carro popular ajudou empresas automobilísticas a superarem crises internas e externas e foi usado por governos como elemento de impulsão da economia. Enfrentou as dificuldades da economia brasileira, assim como sofreu ou beneficiou-se com aumentos e diminuições no Imposto sobre Produtos Industrializados (IPI). Nos anos 1990, o motor de 1000cc foi o carro-chefe das grandes montadoras, e o Brasil se transformou em plataforma mundial de desenvolvimento de carros compactos (embora o motor 1000 continue usado exclusivamente no mercado doméstico).
Atualmente, apenas quatro modelos de automóveis se encontram abaixo dos 80 mil reais, sendo Fiat Mobi e Renault Kwid os modelos a combustão mais baratos do país, enquanto o veículo elétrico mais barato parte de 119 mil reais.

## História

### Primórdios
Como já se notou, a noção de "carro popular" não é recente, pois ainda nos anos 1960 várias fabricantes simplificaram alguns de seus modelos para enxugar os custos e conseguir vender carros pelo menor preço possível. No entanto, foi nos anos 1990 que a noção ganharia notoriedade.
O protocolo de carro popular foi assinado em fevereiro de 1993, num período de instabilidade da indústria automobilística brasileira, durante o governo do então presidente Itamar Franco, com o Imposto sobre Produtos Industriais (IPI) simbólico de 0,1%. No início era equipado com motor 1000cc e despojado de acessórios, o que ajudou a conquistar muitos consumidores, além de estimular as vendas. Apesar de ter firmado o acordo de permanecer até 31 de dezembro de 1996, não houve cumprimento e o programa foi abreviado em 1 de fevereiro de 1995, quando o presidente Fernando Henrique Cardoso elevou o IPI, que subiu de 0,1% para 7% e o preço saltou de cerca de R$ 7.500,00 para cerca de R$ 12 mil. Com a recuperação do mercado e o crescimento das vendas, o modelo popular recebeu acessórios como um propulsor turbo, que desenvolvia mais de 100 CV de potência.[carece de fontes?]

### Veículos
- Uno Mille (1990)[2][6][19]
- Fiat Prêmio (1985)(1994)
- Volkswagen Voyage (1981)(2008)
- Gol 1000 (1992)[6][19]
- Mille Eletronic (1992)
- Chevette Júnior (Sucedido por Chevette L 1.6)[6][19]
- Corsa Wind (1994)[19]
- Escort Hobby 1.6 e 1000 (1993)[6][19]
- Ford Corcel (1968)(1986)
- Kombi (1993)
- Fusca (1959)(1996)
- Mille ELX (1994)
- Gol 1000 Plus (1995)
- Mille EP (1996)
- Palio (1996)[19]
- Siena (1996)
- Celta (2000)
- Ford Ka (1996)[19]
- Ford Fiesta (1995)[19]
- Ford Verona (1986)
- Volkswagen Apollo (1990)
- Volkswagen Pointer (1994)(1996)
- Fiat 147 (1976)(1986)
- Brasília (1973)(1982)
- Gurgel BR-800 (1988)(1991)
- Gurgel Supermini (1992)(1995)

### Produção
As vendas saltaram de 764 mil unidades em 1992 para 1.131.000 no ano seguinte.[carece de fontes?] A partir daí foram anos seguidos de crescimento até o recorde de 1997, com vendas de 1.943.000 unidades. As vendas de veículos caíram no final dos anos 1990. Mas com a retomada do crescimento econômico do Brasil, no ano passado, foram vendidos 2.450.000 veículos. Mais de 80% forma comerciais leves, desses metade com motor 1000. Os populares chegaram a representar cerca de 71% dos veículos vendidos em todo Brasil no meio dos anos 1990, índice que no século XXI não passa de 50%.[carece de fontes?]
Segundo o anuário da Associação Nacional dos Fabricantes de Veículos Automotores (Anfavea), em 1997 foram licenciados 871.873 carros com motor 1.0 fabricados no Brasil.

## O conceito no século XXI
Alguns especialistas apontam que o foco da indústria automobilística em carros populares se baseava principalmente no fechamento ou protecionismo do mercado automobilístico brasileiro. Com a progressiva entrada de novas empresas na competição pelo mercado nacional, o mercado tem se alterado bastante e o consumidor tem se mostrado mais exigente. Nesse sentido, o carro popular tal qual entendido tradicionalmente tende a desaparecer, uma vez que, embora a busca por preços enxutos continue a existir e desempenhar um papel importante na decisão do consumidor, a presença de itens opcionais tem se mostrado como um importante diferencial.
Um exemplo disso pode ser visto no Volkswagen Up!, ligeiramente modificado para o mercado brasileiro, ganhou um porta-malas maior. No entanto, devido ao seu preço (mesmo sendo um carro de duas portas, básico, sem itens como ar-condicionado ou vidros elétricos) o modelo também "está longe de ser exatamente popular por aqui". Também há o conceito de carros populares premium, cada vez mais adotado pelas montadoras, como por exemplo o Volkswagen Polo, Fiat Argo, Chevrolet Onix, Ford Fiesta, entre outros.